# 多蕊木属
多蕊木属（学名：Tupidanthus）是五加科下的一个属，为灌木植物，初直立，后变为一大藤本。该属仅有多蕊木（Tupidanthus calyptratus）一种，分布于印度、孟加拉、缅甸、越南、老挝、柬埔寨和中国云南。